# A.C. Gibbs
Addison Crandall Gibbs, född 9 juli 1825 i East Otto, New York, död 29 december 1886 i London, England, var en amerikansk politiker. Han var guvernör i delstaten Oregon 1862–1866.
Gibbs studerade juridik i delstaten New York och deltog i guldrushen i Kalifornien. Han flyttade sedan till Oregonterritoriet och deltog i ett krig mot indianerna. Från och med 1858 var han verksam som advokat i Portland. Ursprungligen hade Gibbs varit en anhängare av Free Soil Party men sin politiska karriär inledde han som demokrat. Efter några år i först Oregonterritoriets och senare delstatens lagstiftande församling bytte han parti till Republikanska partiet och vann guvernörsvalet 1862. Efter fyra år som guvernör kandiderade han utan framgång till USA:s senat.
Gibbs arbetade mellan 1871 och 1873 som federal åklagare. Han avled 1886 i London och gravsattes på River View Cemetery i Portland.